# Ступенчатые пирамиды

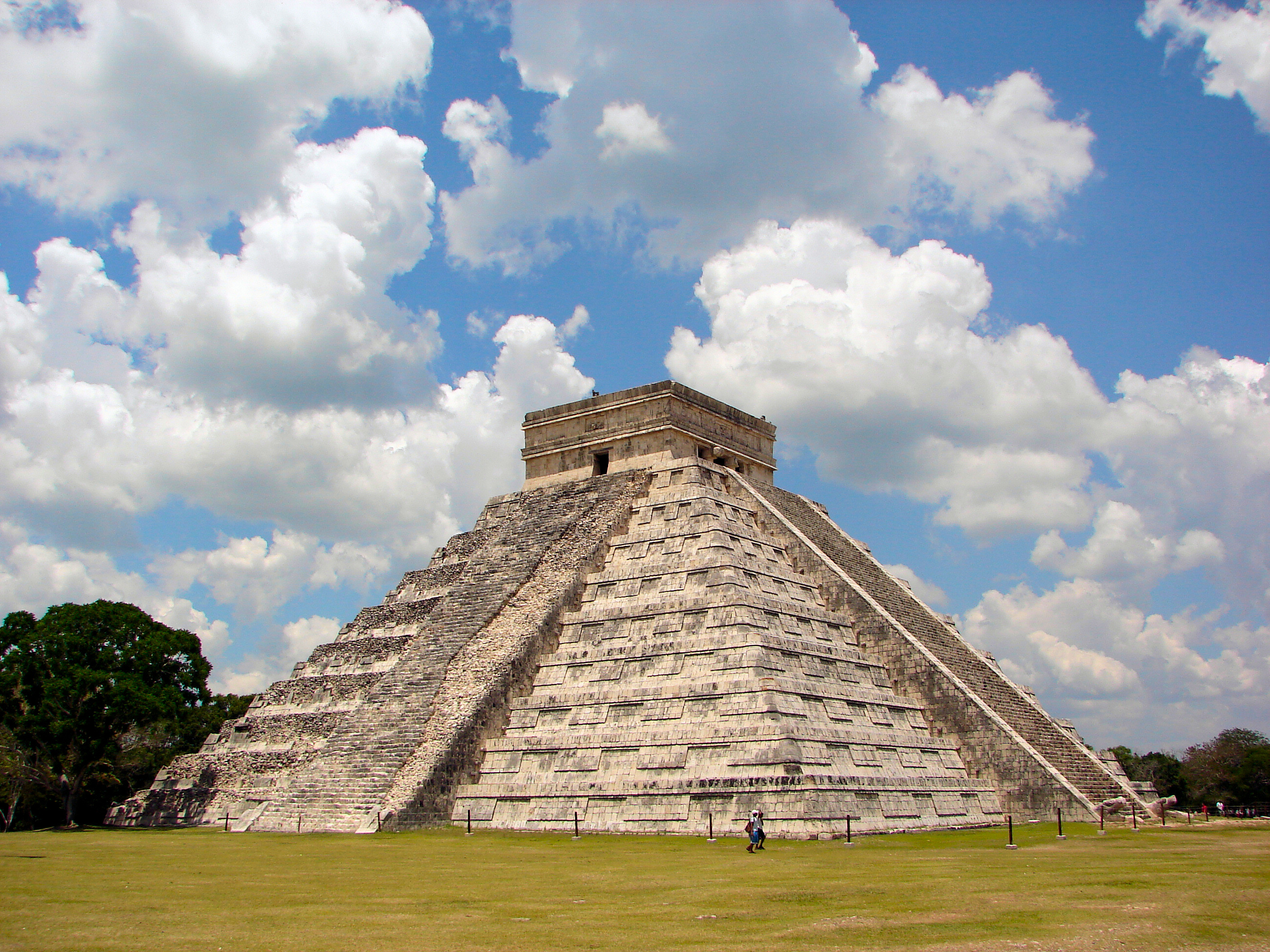
Ступенчатая Пирамида Кукулькана в Чичен-Ице.

Ступенчатая пирамида — архитектурное сооружение, в котором используются плоские платформы или ступени, постепенно уходящие вверх и образующие форму близкую к геометрической пирамиде. Ступенчатые пирамиды – это сооружения, характерные для нескольких культур, которые на протяжении всей истории строили их. Как правило подобные сооружение большие и выполнены из нескольких каменных слоёв. Данный термин относится к пирамидальным сооружениям, которые появились независимо друг от друга в разных цивилизациях, не имевших между собой доказанных контактов.

## Месопотамия

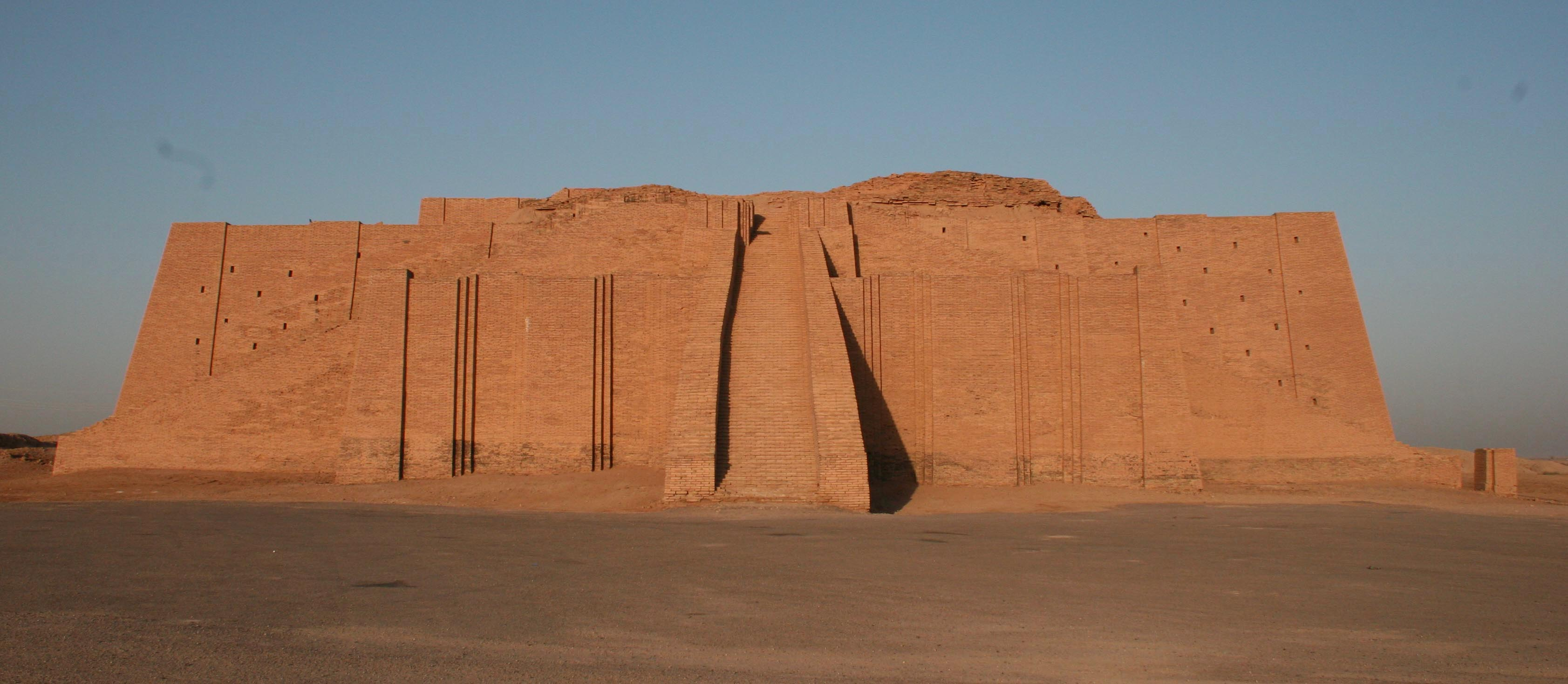
Зиккурат в Уре.

Зиккураты - это большие религиозные сооружения, построенные в месопотамской долине и в западной части Иранского нагорья, имеющие форму ступенчатой пирамиды с террасами, постепенно уменьшающимися к вершине. Известно около 32 месопотамских зиккуратов, 28 из которых в Ираке и 4 в Иране. Наиболее известными зиккуратами считаются Зиккурат в Уре, Дур-Куригальзу, Чога-Занбиль, Сиалк и другие. Зиккураты строили шумеры, вавилоняне, эламцы и ассирийцы. Предшественниками зиккуратов считаются храмы на поднятых платформах или террасах относимые к Убейдскому периоду, строительство которых продолжалось на протяжении 4000 лет вплоть до VI века до н. э. Самый древний зиккурат относят к Раннединастическому периоду в Южной Месопотамии. Его многоярусная структура имела прямоугольную, квадратную и овальную платформы. Зиккурат имел пирамидальную форму. Зиккурат был построен на основе адобов, а облицовка из обожжёного кирпича. Облицовку покрывали цветной глазурью. На некоторых глазированных кирпичах встречались царские имена. Количество ярусов могло колебаться от двух до семи со святилищем на вершине зиккурата. Поднимались к вершине по специальным пандусам, расположенным на одной стороне или же по спиральному пандусу.

## Древний Египет

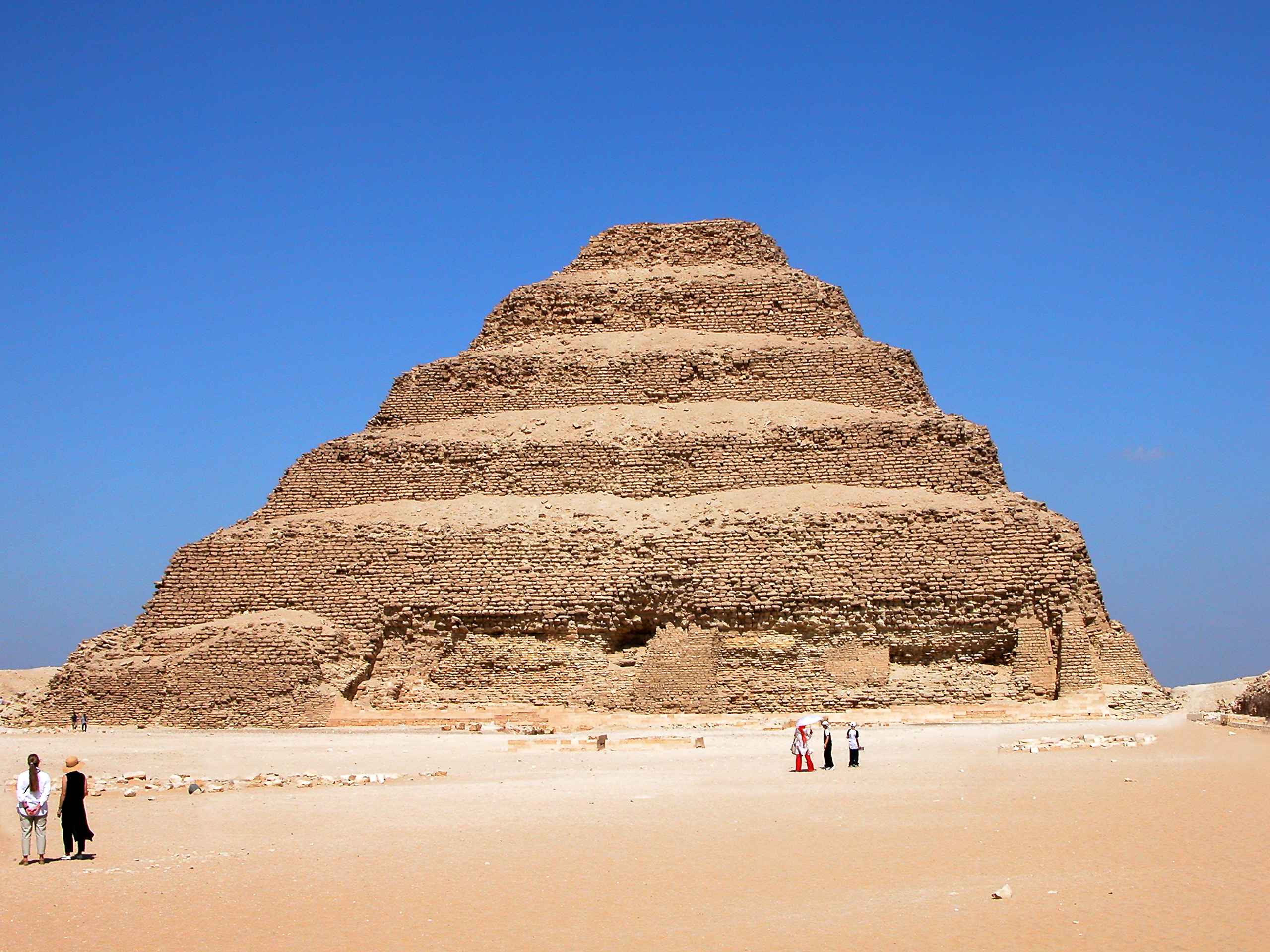
Пирамида Джосера.

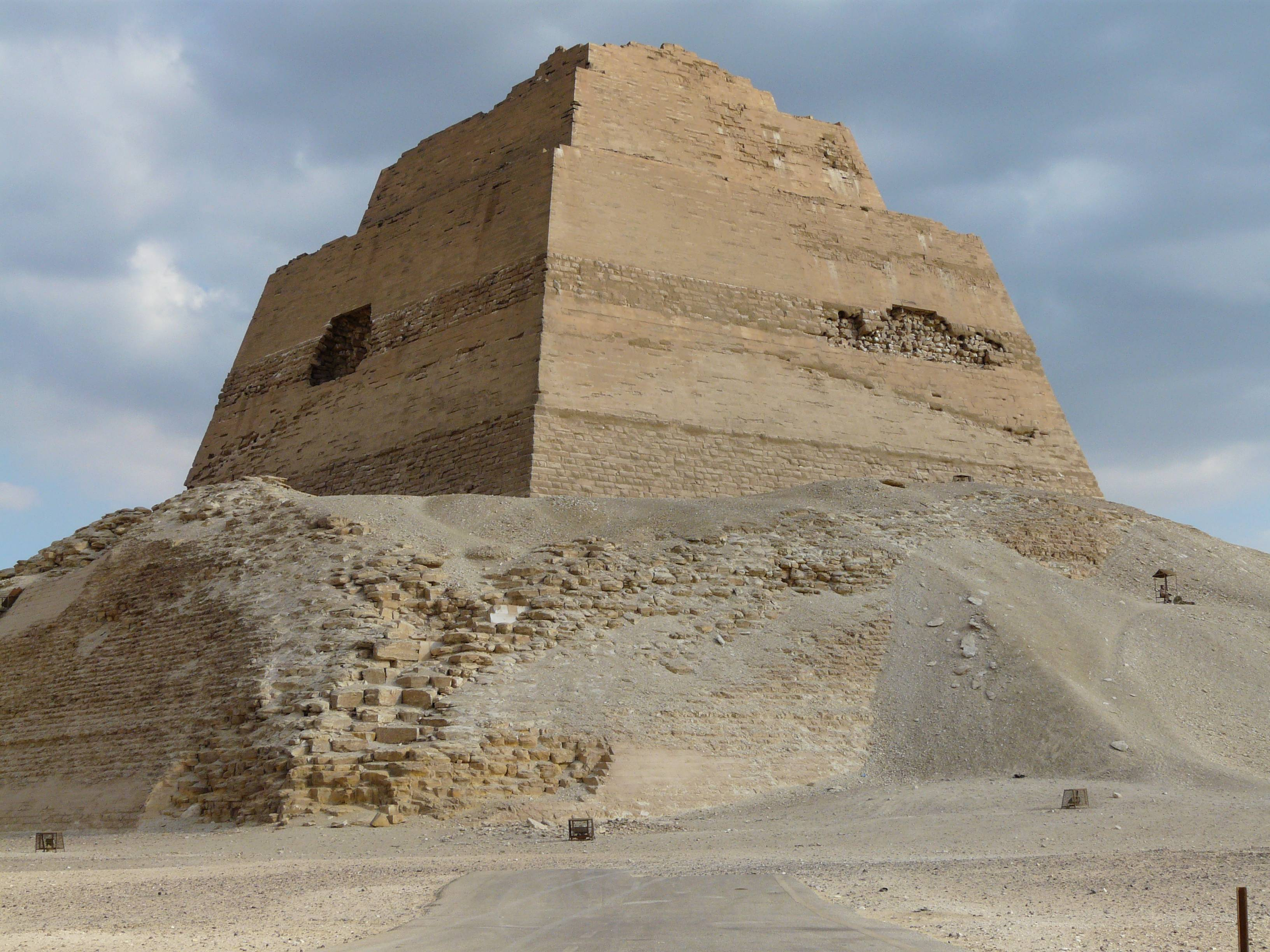
Пирамида в Мейдуме.

В Древнем Египте ступенчатые пирамиды строили период III династии. Первая ступенчатая пирамида была построена архитектором Имхотепом для фараона Джосера. Пирамида Джосера состоит из шести уменьшающихся к вершине мастаб. Помимо Джосера, в Египте имеются и другие ступенчатые пирамиды: 
- Слоёная пирамида
- Пирамида Сехемхета
- Пирамида Неферфра
- Пирамида Нефериркара
- Пирамида в Мейдуме

Во времена IV династии египтяне перешли к строительству так называемых "истинных пирамид" с гладкой поверхностью. Первыми из таких пирамид были Розовая и Ломаная пирамиды в Дахшуре, построенные по приказу Снофру.

## Африка
В Африке ступенчатые пирамидальные строения встречаются в Нигерии, вблизи от города Энсуд, что на севере Игболенда. Пирамиды Энсуд построены из глины или необожжёного кирпича. Нижняя базовая платформа достигала 18 метров в ширину и 90 см в высоту. Следующая платформа была 13 метров в ширину. Все платформы были не прямоугольными, как в большинстве ступенчатых пирамид, а круглыми. Пирамиды состояли в основном из пяти ступеней. Данные пирамиды являлись храмами бога Ала/Уто, который, по представлениям местных жителей, обитал на вершине пирамиды. Палка на вершине пирамиды представляла собой место, в котором жил бог. Так как данные сооружения были построены из глины, в настоящий момент они находятся в плохом состоянии и нуждаются в реконструкции.

## Европа

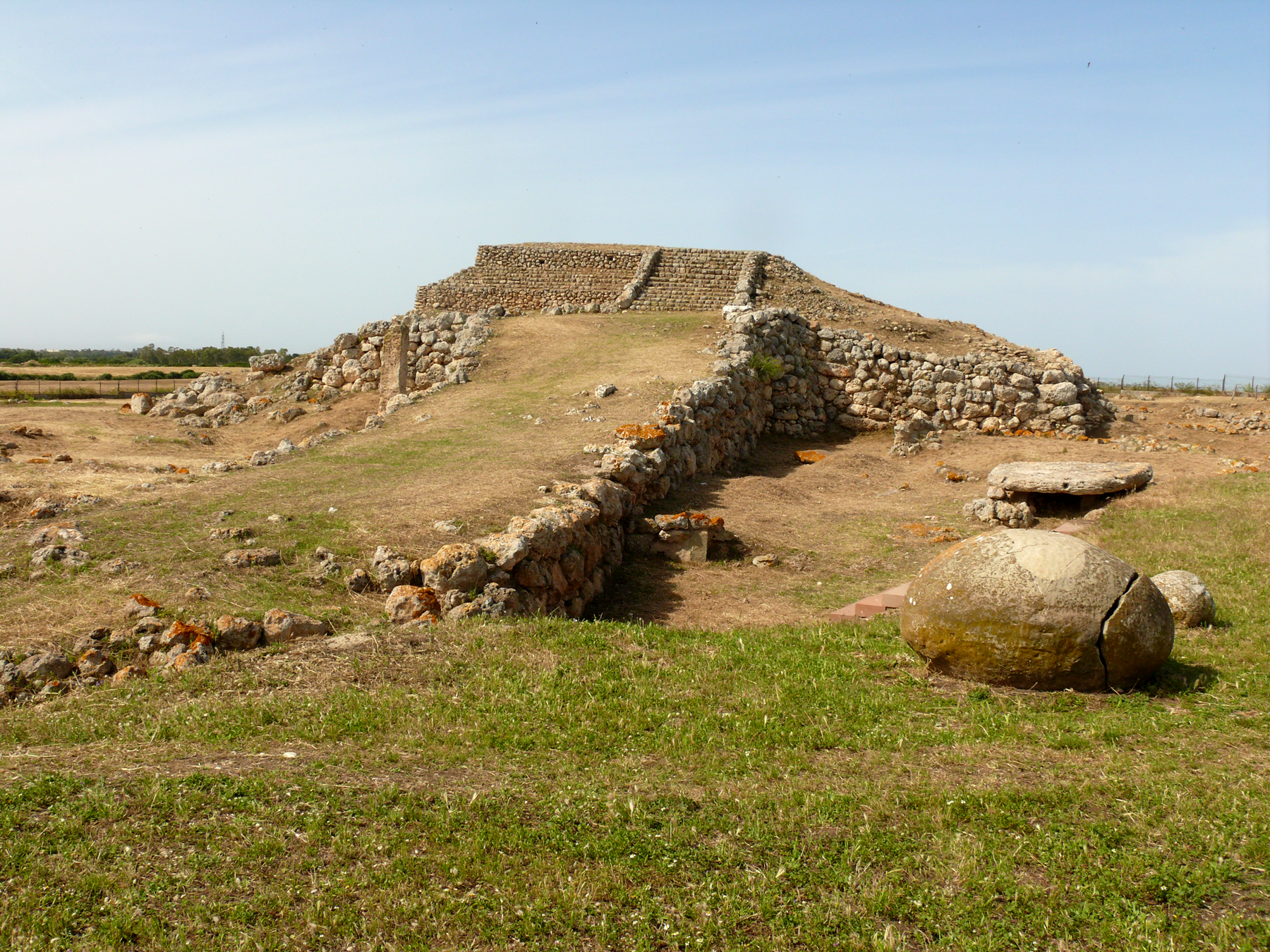
Сардинский зиккурат.

На острове Сардиния существует так называемый Сардинский зиккурат, датированный 4 тысячелетием до н. э.. Имеет трапециевидную форму, которая возвышается на искусственном холме. На вершине этой усечённой пирамиды была сооружена прямоугольная площадка, ориентированная на юг, известная как «красный храм», где все поверхности были окрашены охрой. Данную платформу относят к периоду Медного века (2700-2000 гг. до н. э.), сам храм же использовался вплоть до Ранней бронзы (2000-1600 гг. до н. э.). Вблизи от храма стоят несколько камней и большая известняковая плита, которая могла служить в качестве алтаря.

## Мезоамерика

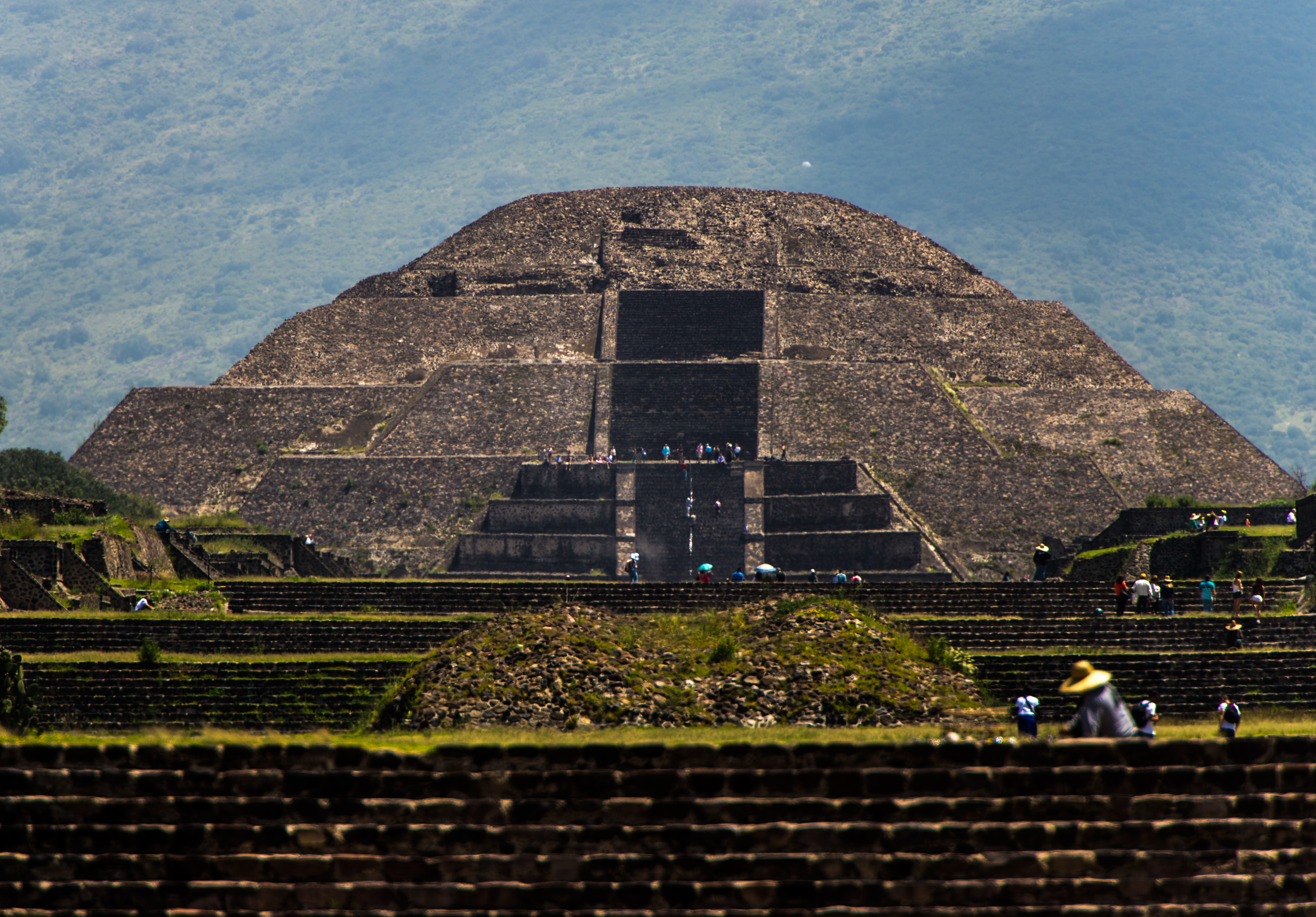
Пирамида Луны в Теотиуакане.

Большая часть всех ступенчатых пирамид были построены доколумбовыми цивилизациями. Руины ступенчатых пирамид встречаются практически во всех городах индейцев майя, а так же в ацтекской и тольтекской культурах. Многие пирамиды являются многослойными, когда поверх одних пирамид строили другие больших размеров. К таковым пирамидам относятся Великая пирамида Чолулы и Темпло Майор. Другие ступенчатые пирамиды:
- Пирамида Солнца
- Храм большого ягуара
- Большая пирамида Уицилопочтли
- Пирамида Эль-Тахин
- Пирамида в Гуачимонтонес
- Храмы в Паленке (Храм Солнца, Храм Креста, Храм надписей)

## Южная Америка

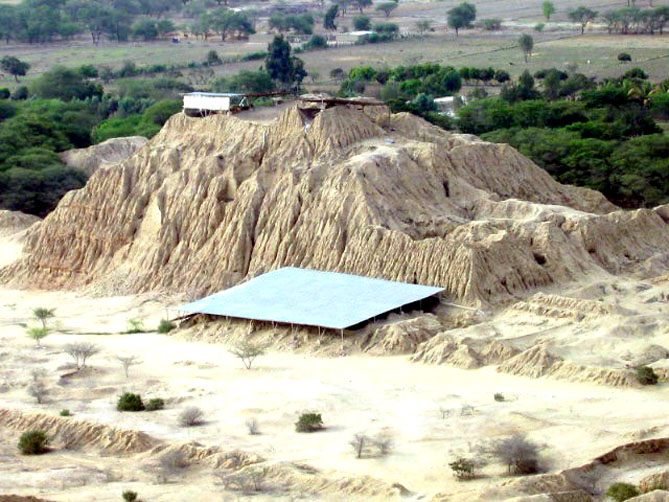
Пирамида Тукуме в Перу.

В Южной Америке ступенчатые пирамиды встречаются в архитектуре Моче. Храм Луны шириной 87 метров и высотой 21 метр был культовым, церемониальным и религиозным центром в культуре Мочика. На стенах этого храма сохранились цветные фрески. В Чавинской культуре имеется ступенчатый храм Гарагай с одноцветными рельефами, датируемый 3500 годом до. н. э.  В Перу пирамиды Тукуме, многие из которых построены из самана.

## Северная Америка

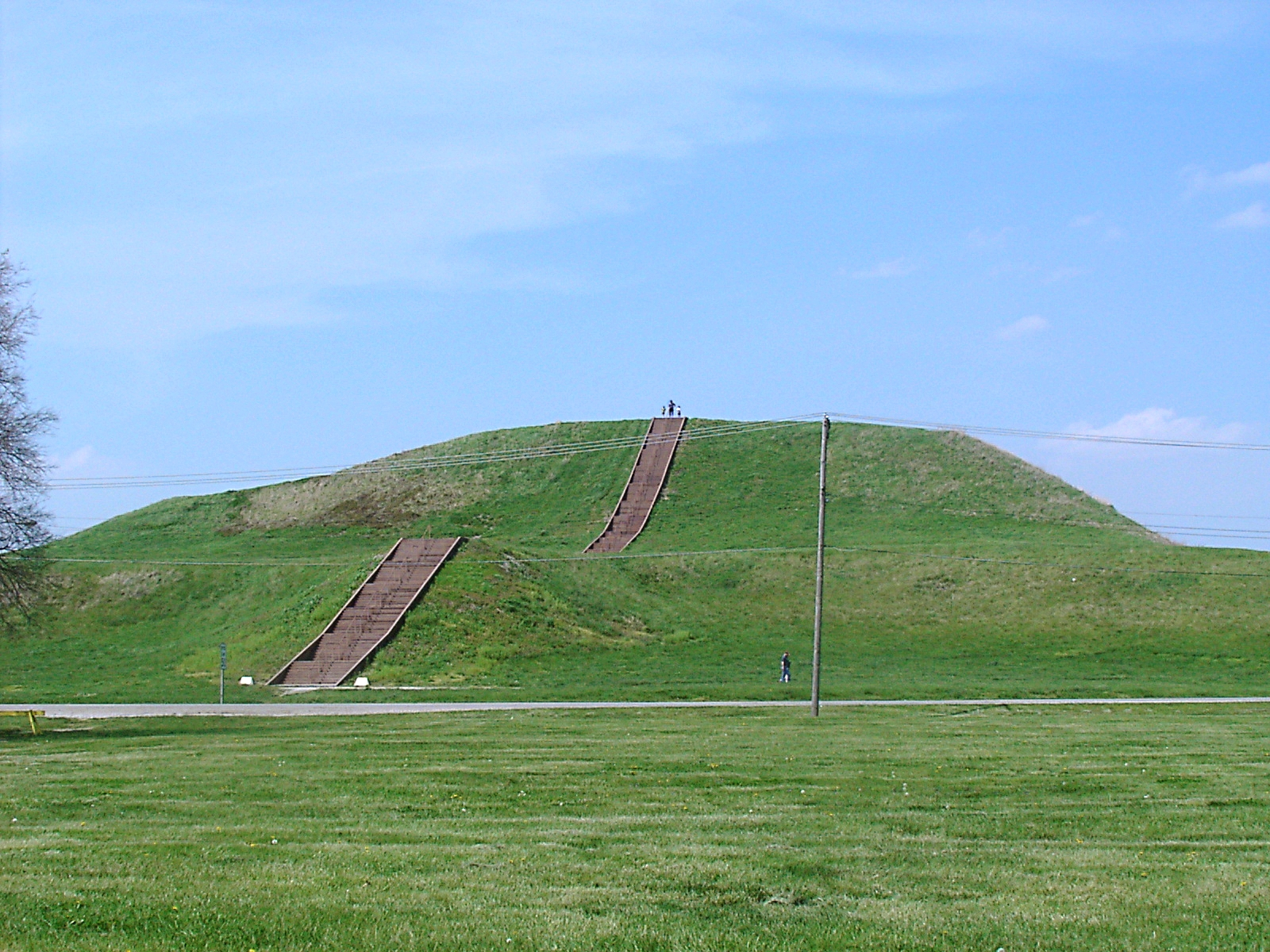
Монкс-Маунд в США.

В Северной Америке ступенчатые пирамиды встречаются среди руин миссисипской культуры в пределах так называемого Юго-восточного церемониального комплекса. Монкс-Маунд является крупнейшей земляной пирамидой в этом регионе. Монкс-Маунд входит в комплекс из 109 курганов, объединённых одним названием Кахокия, расположенных на берегу Миссисипи, напротив города Сент-Луис в штате Иллинойс, США. По величине площади, Монкс-Маунд считается крупнейшей пирамидой в мире после пирамид Ла-Данта и Чолула. 

## Индонезия

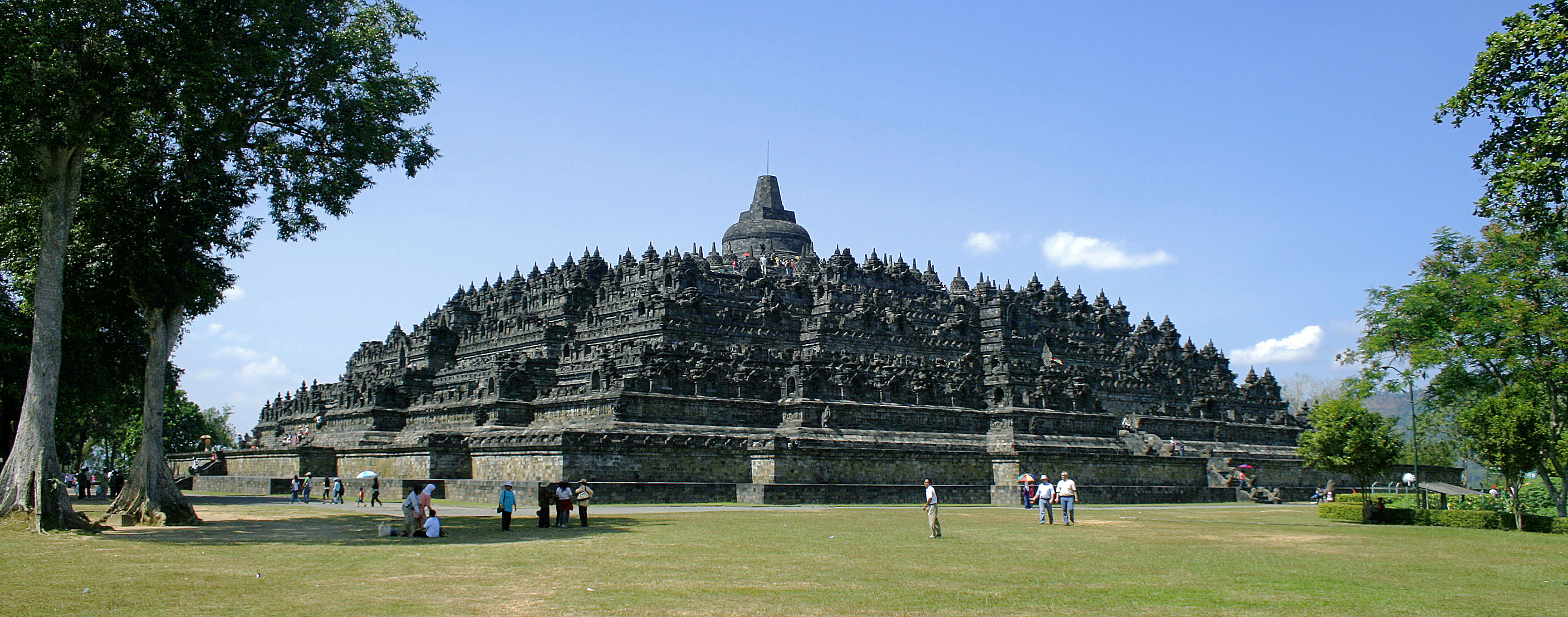
Боробудур в Индонезии.

Наряду с менгирами, каменными столами и каменными статуями австронезийской мегалитической культуры в Индонезии имеются земляные и каменные пирамидальные структуры называемые Пунден Берундак. Подобные сооружения были найдены в Панггиянгане, Сисолоке, Гунун Паданге и на Западной Яве, последняя считается крупнейшим мегалитическим местом в Юго-Восточной Азии. Строительство пирамид в Индонезии является неотъемлемой частью народного поверья в то, что горы и другие возвышенности служат прибежищем духам предков или хайанов.
Наиболее известной ступенчатой пирамидой в Индонезии считается буддийская ступа Боробудур, построенная в VIII-IX вв. в Центральной Яве.

## В других странах
В Камбодже в храмовом комплексе Кахкае имеется храм-гора Прасатпранг, выполненная в виде ступенчатой пирамиды. 
В Китае в уезде Цзиань находится ступенчатая пирамида, построенная в период Когурё, так же есть пирамида времён Тангутского царства и др.
В Индии в городе Чидамбарам ступенчатые пирамидальные строения представлены в храмовом комплексе Шивы-Натараджи, а также в храме Брахадисвара и других.

## Галерея

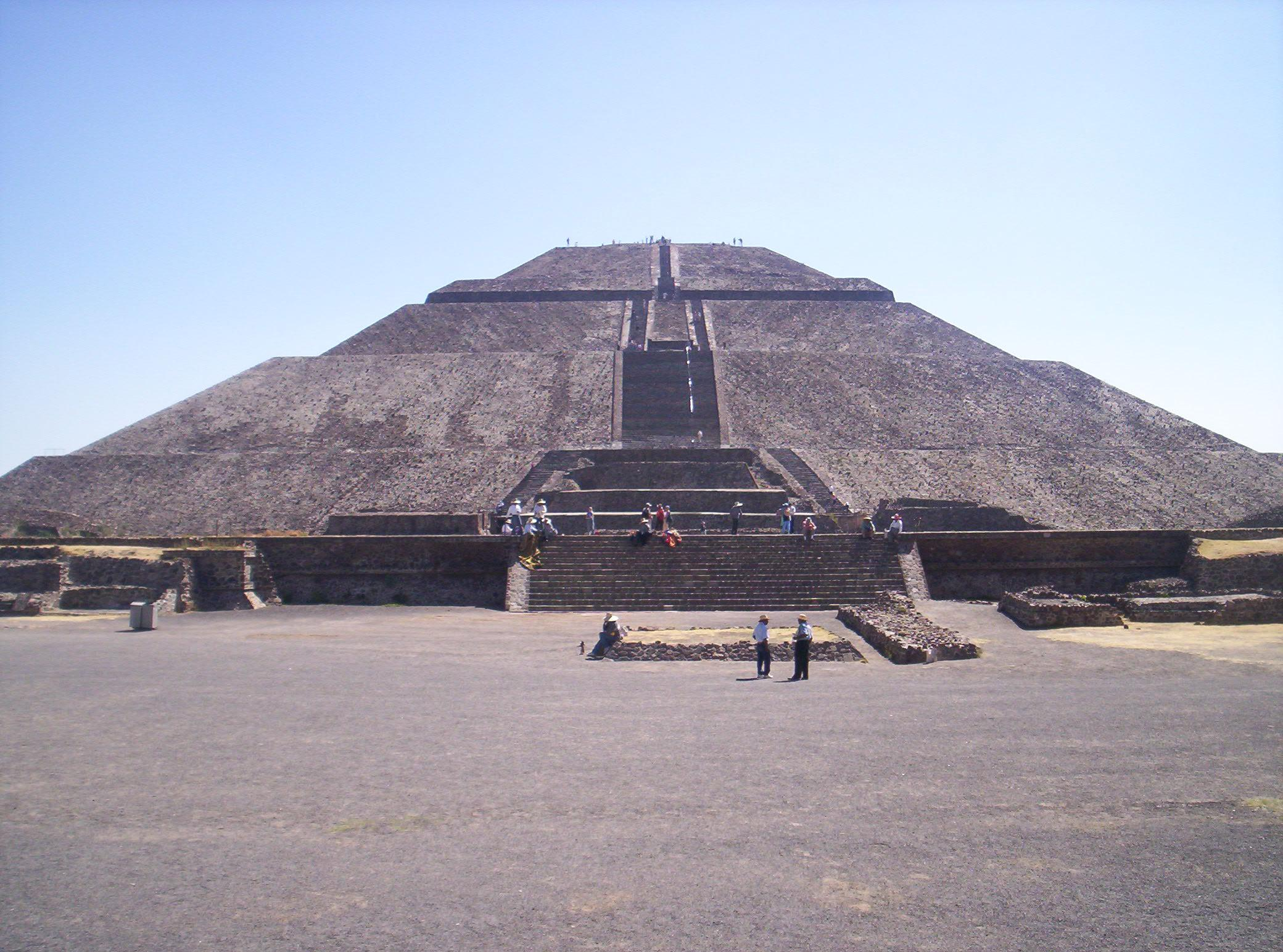
Пирамида Солнца в Теотиуакане.
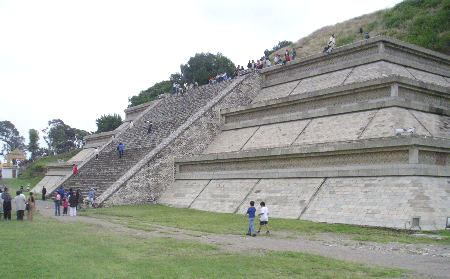
Пирамида в Чолула.
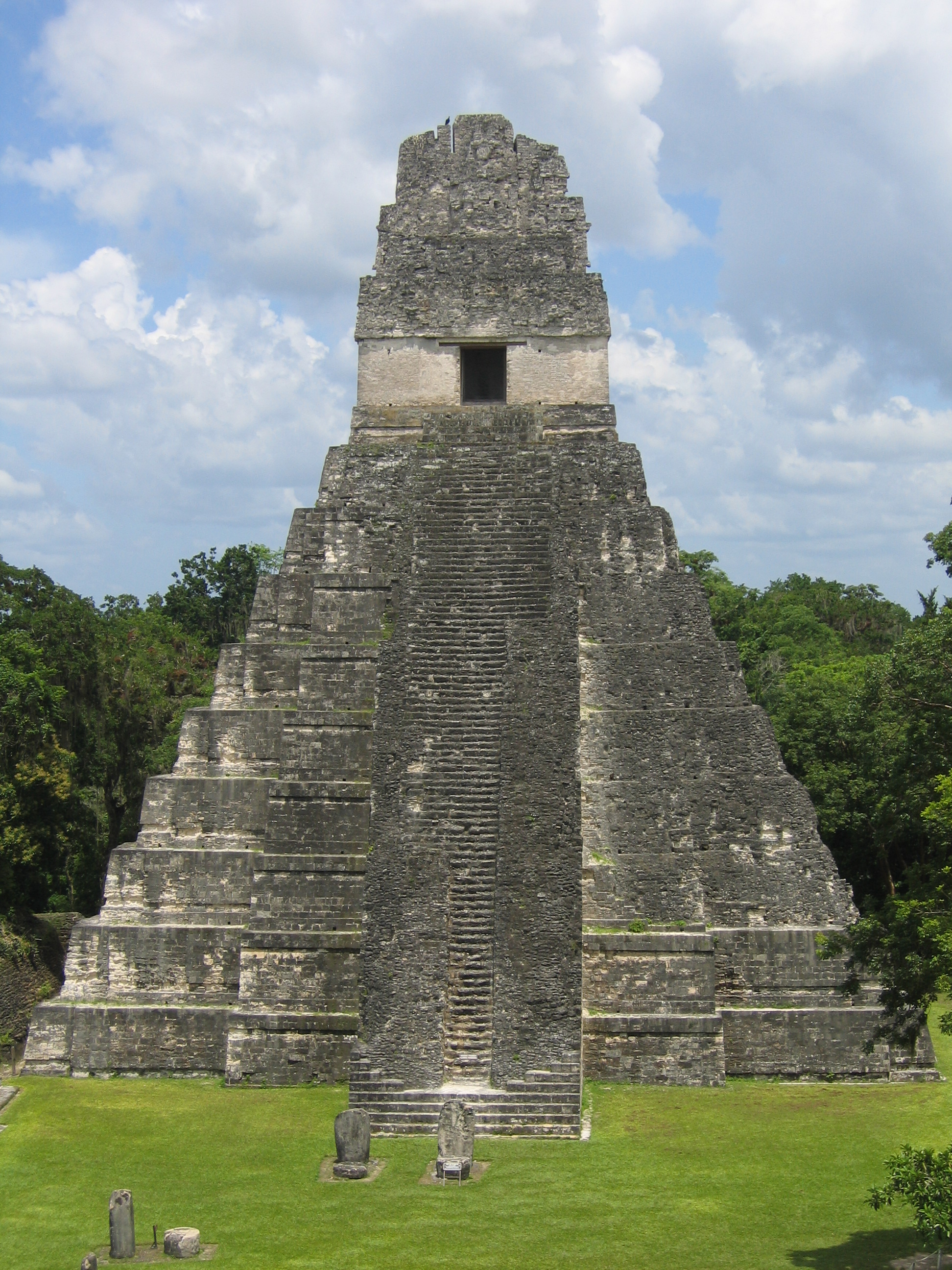
Храм ягуара в Тикале.
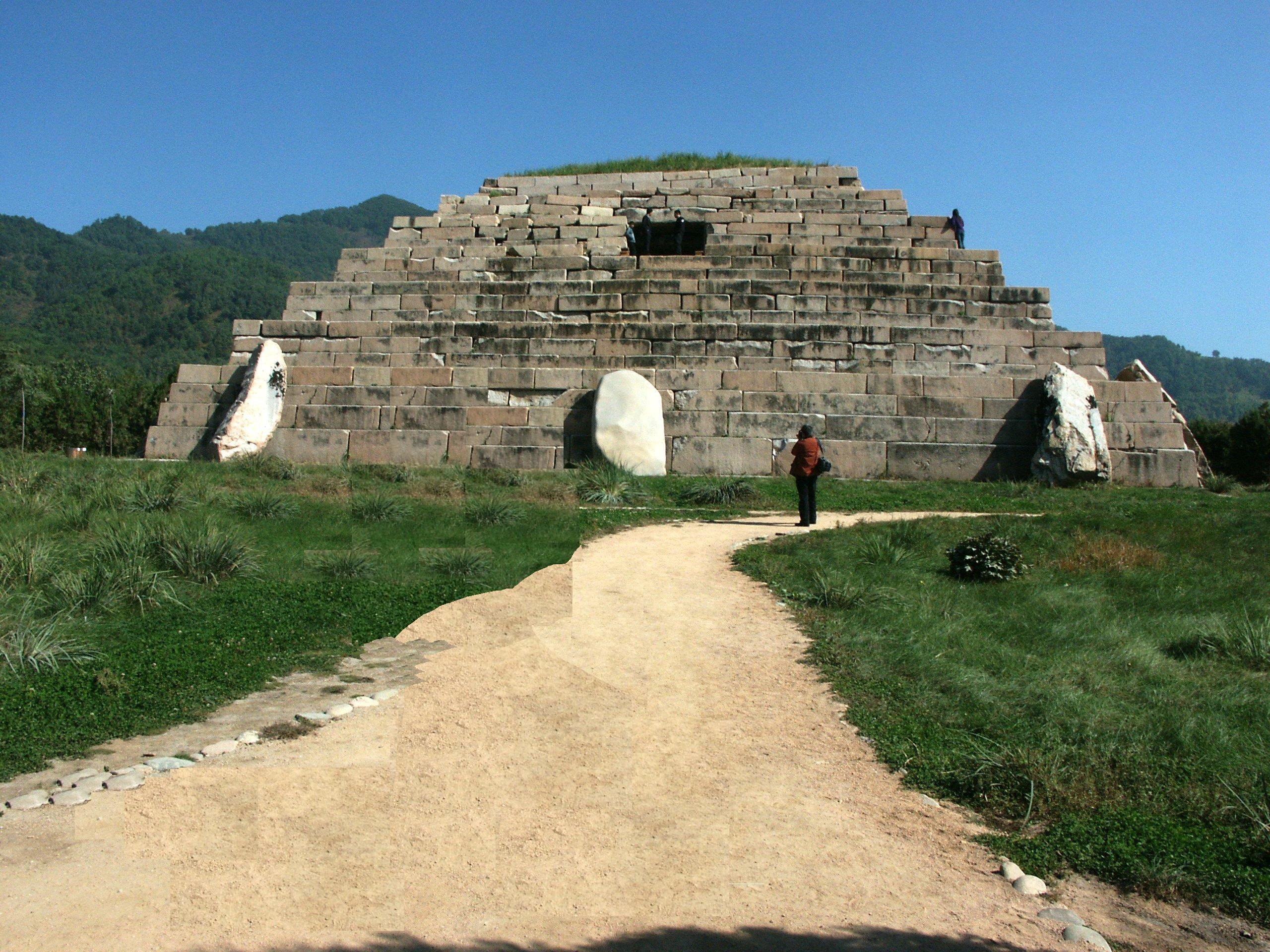
"Гробница Генерала" в Цзиане, Китай.
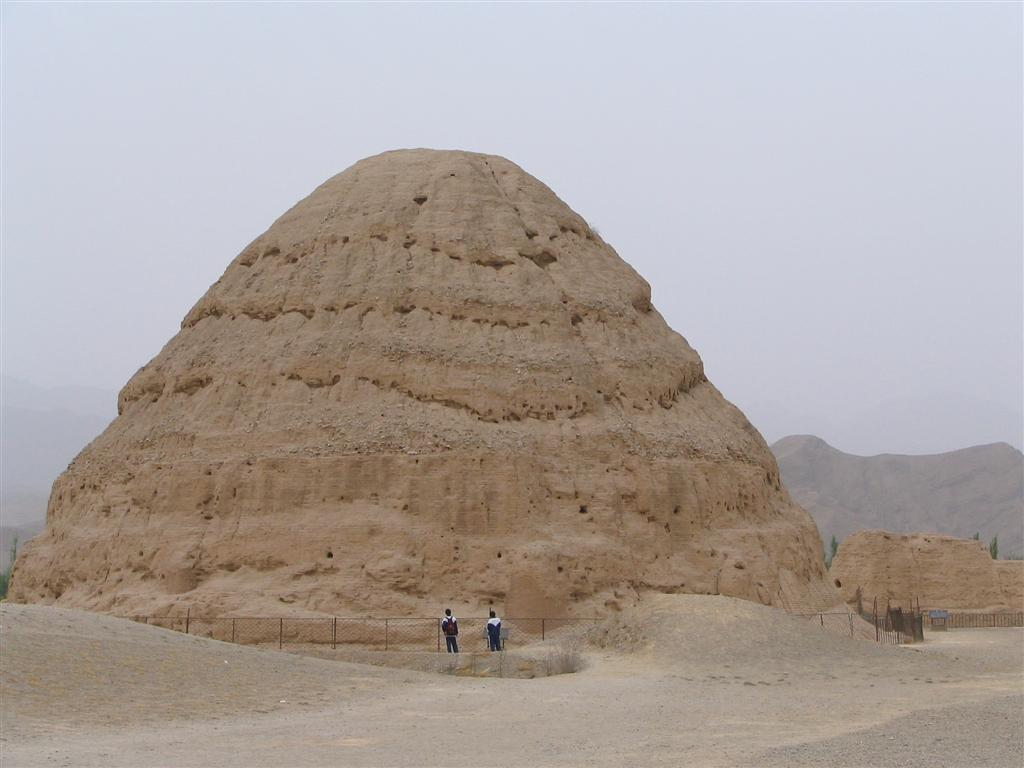
Царская гробница времён Тангутского царства, Китай.
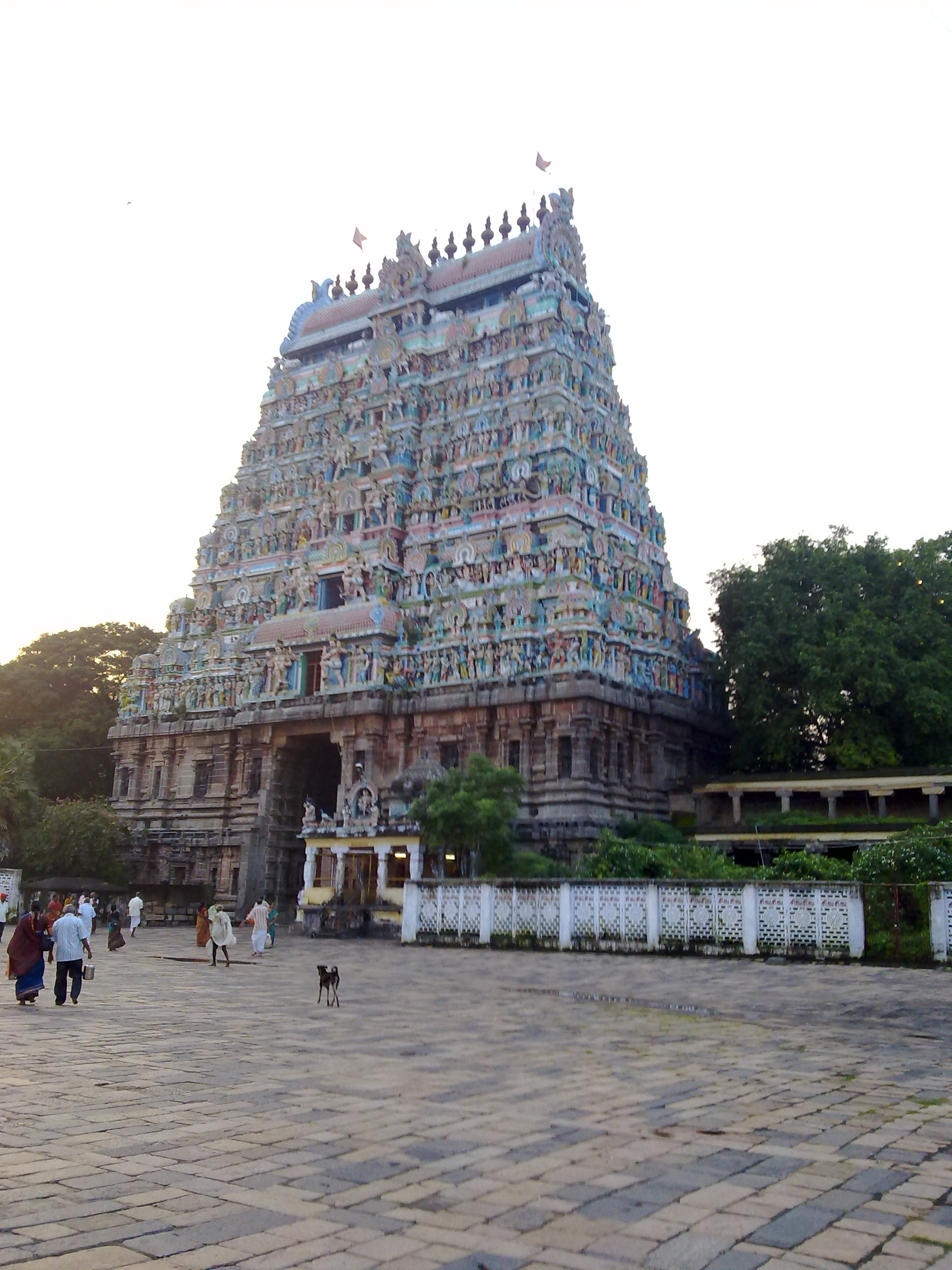
Храм Шивы-Натараджи в Индии.
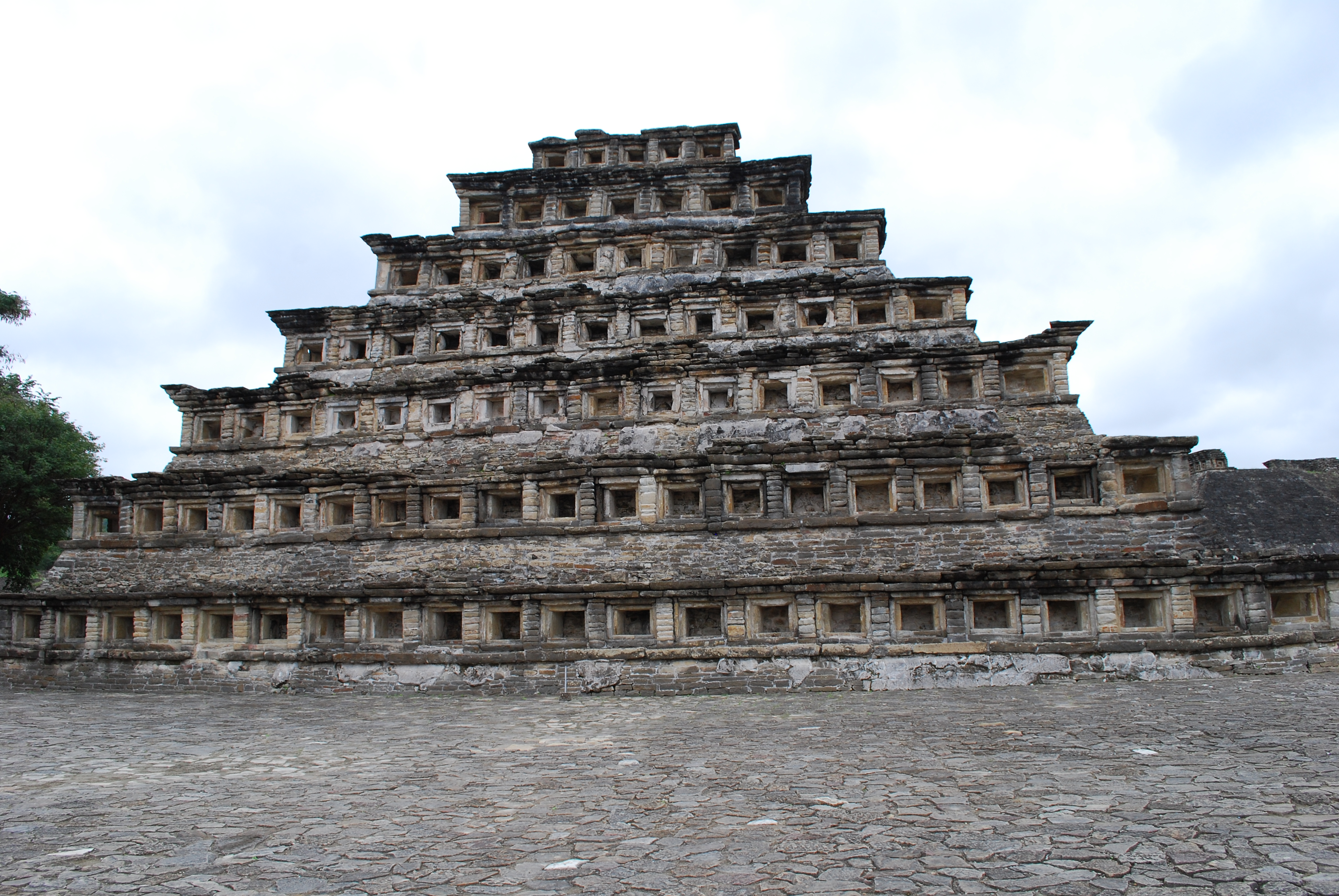
Пирамида Эль-Тахин в Мексике.
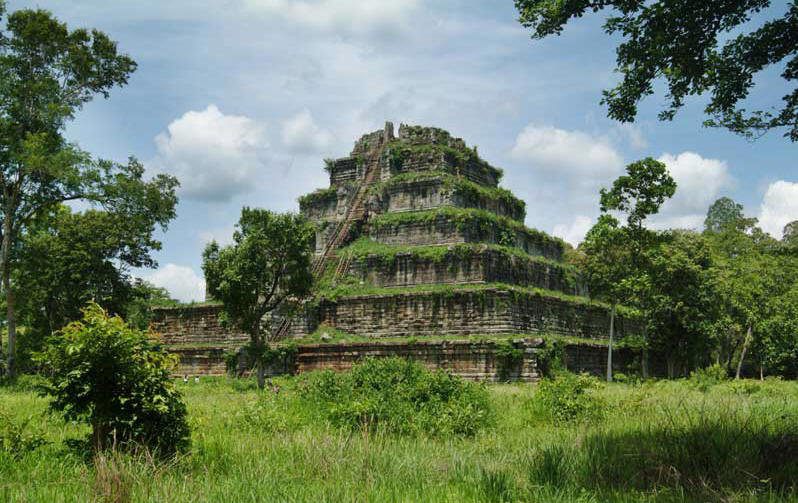
Храм-гора Прасатпранг в Камбодже.